# Nowosełycia (rejon czerkaski)
Nowosełycia (ukr. Новоселиця) – wieś na Ukrainie, w obwodzie czerkaskim, w rejonie czerkaskim, w hromadzie Czyhyryn. W 2001 liczyła 622 mieszkańców, spośród których 604 wskazało jako ojczysty język ukraiński, 16 rosyjski, a 2 węgierski.